# Бродівська міська територіальна громада
Бродівська міська громада — територіальна громада в Україні, в Золочівському районі Львівської області. Адміністративний центр — місто Броди.
Площа громади — 642,8 км², населення — 39 040 мешканця (2023).
19 липня 2020 року, в результаті адміністративно-територіальної реформи та ліквідації Бродівського району, громада увійшла до складу новоствореного Золочівського району.

## Населені пункти
У складі громади 1 місто (Броди) і 50 сіл:
- Антося
- Берлин
- Білявці
- Бовдури
- Боратин
- Бордуляки
- Бучина
- Видра
- Гаї
- Гаї-Дітковецькі
- Гаї-Смоленські
- Гаї-Суходільські
- Глушин
- Голосковичі
- Горбалі
- Грималівка
- Дітківці
- Збруї
- Кізя
- Клекотів
- Ковпин Ставок
- Комарівка
- Конюшків
- Королівка
- Корсів
- Косарщина
- Кути
- Лагодів
- Лешнів
- Липина
- Лісове
- Митниця
- Мідне
- Монастирок
- Орани
- Панькова
- Переліски
- Підгір'я
- Піски
- Пониква
- Пониковиця
- Салашка
- Сидинівка
- Смільне
- Станіславчик
- Суховоля
- Суходоли
- Сухота
- Шнирів
- Язлівчик